# Holly McPeak
Holly McPeak (ur. 15 maja 1969 w Manhattan Beach) – amerykańska siatkarka plażowa. W 2004 r. zdobyła brązowy medal olimpijski w parze z Elaine Youngs.
Występowała również w parze z Misty May-Treanor. W 2009 r. została uhonorowana członkostwem w Volleyball Hall of Fame.

## Sukcesy
- Mistrzostwa Świata:
  -  1997